# پلهریموو
پلهریموو (به چکی: Pelhřimov) یک منطقهٔ مسکونی و شهرستان دارای شهرک سابقاً روستا در جمهوری چک است که در ناحیه پلهریموو واقع شده‌است. پلهریموو ۱۶٬۵۴۶ نفر جمعیت دارد.